# 伊斯兰教中的反犹太主义
随着公元 7 世纪在阿拉伯半岛發生的伊斯兰教的崛起及随后在早期穆斯林征服期间的传播，犹太人与许多其他民族一样，开始受到伊斯兰政体的统治。他们在穆斯林统治下，受统治者、政府官员、神职人员和普通民众对待的態度及其生活品质在不同时期也有很大的差异，从被容許到被迫害亦有之。
伊斯兰教的部分圣書和神学觀被描述为反犹太。穆斯林对犹太人的态度，以及整个伊斯兰历史中伊斯兰思想和社会对犹太人的待遇均被学者研究及辯論。

## 《古兰经》中的犹太人

### 没有提及麦加时期的犹太人
麦加时期的经文中根本没有提到犹太人。 根据伯纳德·刘易斯的说法，经文中对犹太人的描述相对来说微不足道。 

### 稱呼犹太人的用语

#### 以色列巴尼
《古兰经》特别提到了Banū Isrāʾīl （意思是“以色列的子孙”），  尽管尚不清楚它是否专门指代犹太人或以犹太教徒及基督徒作为一个宗教团体，这个术语在《古兰经》中出现了 44 次  。 在《古兰经》中，犹太人不是一个民族，而是一个宗教团体，而以色列民族则是一个民族。

#### 雅胡德和雅胡迪
阿拉伯语术语Yahūd （表示犹太人）和Yahūdi出现了 11 次，动词形式hāda （意思是“成为犹太人/犹太人”）出现了 10 次。 [需要完整来源][需要完整引文]根据哈立德·杜兰 (Khalid Durán) 的说法，负面的段落中使用了Yahud ，而正面的提及则主要使用Banū Isrāʾīl 。 